# Los sabios
Los sabios fue un concurso infantil emitido por Televisión Española en la tarde de los sábados entre 1984 y 1986.

## Formato
Se trataba de un concurso divulgativo, en el que parejas de un niño con su padre o madre debían responder a preguntas relacionadas con la ciencia y los inventos, así como someterse a pruebas prácticas de experimentos científicos.
El programa contaba con una mascota, M. I. M. («Mi Inteligente Muñeco»), un anime de la factoría Nippon Animation, con aspecto de muñeco de trapo femenino de color rosa sin brazos en el tronco, que eran suplidos por manos formadas por sus cabellos. Dentro de cada programa se emitía un episodio de dibujos animados protagonizado por M. I. M. que versaba sobre el aspecto de la ciencia que luego se abordaría en el concurso. La serie de dibujos animados (cuyo título original en japonés era Mīmu Iro Iro Yume no Tabi), se emitió en varios países, como Francia (Ordy ou les grandes découvertes), Portugal (Descobertas sem limite) o Yugoslavia (Открића без граница).

## Presentadores
En la primera temporada (1984-1985), el concurso fue presentado por Andrés Caparrós e Isabel Gemio (entonces aún con el nombre profesional de Isabel Garbí), en lo que fue su debut ante las cámaras de televisión. Las azafatas del programa eran Inés Augé, Rosa Pardo, Blanca Ripoll y Rosa María Valls.
En la segunda temporada, fueron remplazados por Miguel Ángel Jenner, ataviado con una toga de catedrático roja; el actor Juan Manuel Lores, en el personaje de «Boli», el alumno rebelde; y Silvia Marsó.

## Música
La sintonía del programa fue la canción Hitchcock makes me happy, del grupo Azul y Negro.